# Arnold Ernst Fanck

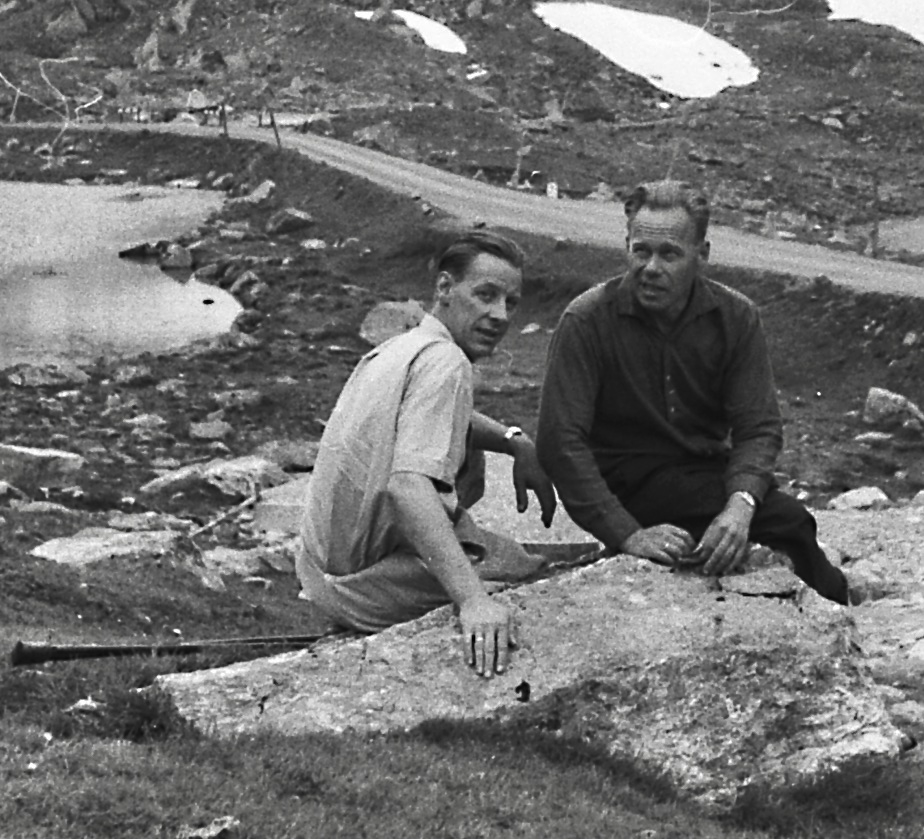
Arnold Ernst Fanck mit Filmregisseur und Produzent Fritz Aly am Berninapass, um 1958

Arnold Ernst Fanck (* 10. Oktober 1919 in Berlin; † 24. März 1994 in Lauf an der Pegnitz, Mittelfranken), auch Arnold Fanck junior, war ein deutscher Filmdarsteller (Kinderdarsteller), Kameramann und Fotograf.

## Familie

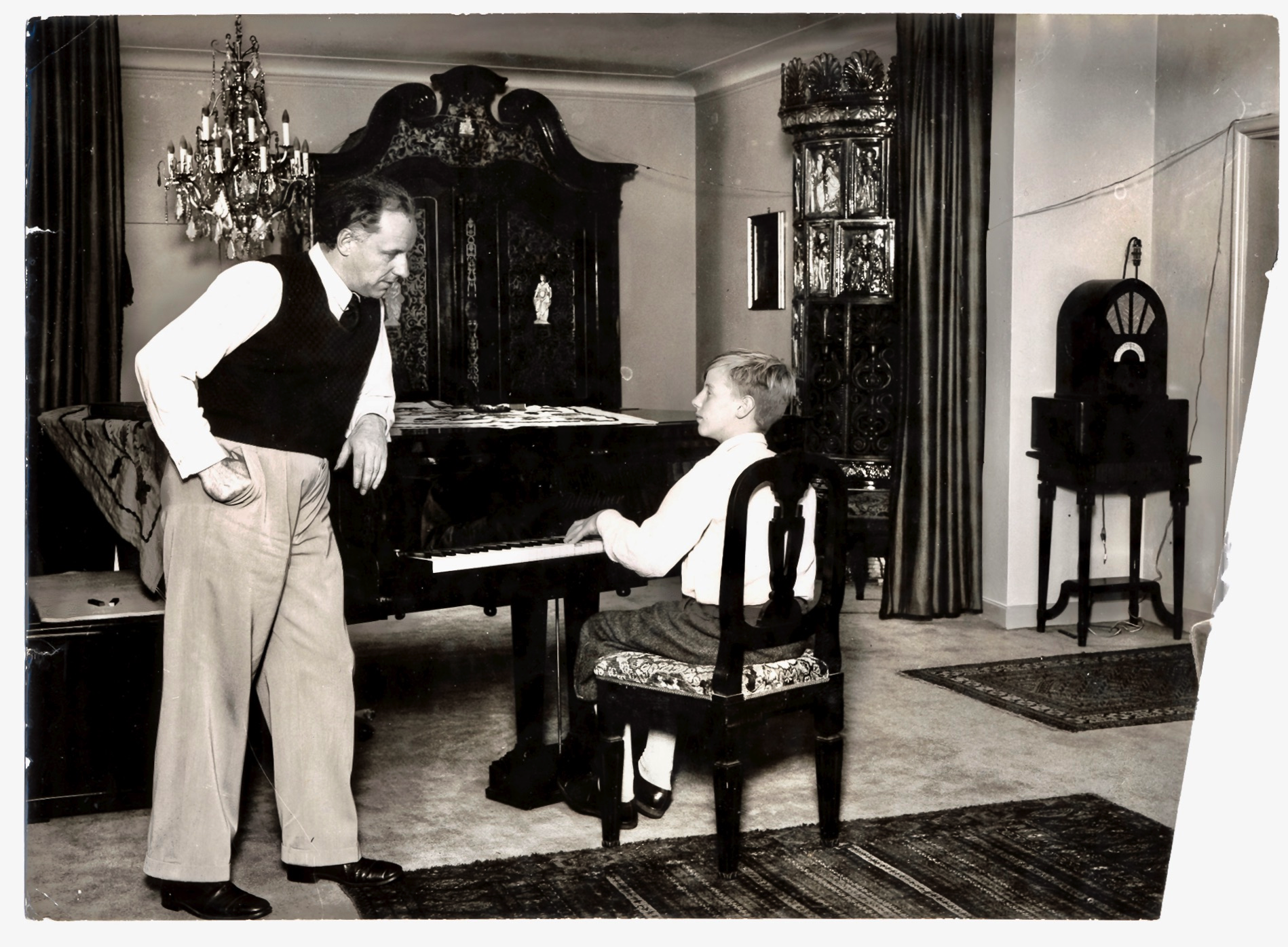
Arnold junior am Welte-Mignon-Flügel sitzend, beobachtet von seinem berühmten Vater Arnold Fanck, Villa Am Sandwerder 39, Berlin-Nikolassee, 1934

Arnold Ernst Fanck war der älteste Sohn des Berg-, Sport-, Ski- und Naturfilm-Pioniers Arnold Fanck. Er wurde in der vorehelichen Beziehung seines Vaters mit der Hausangestellten seiner Mutter Karolina Ida Fanck, Sophie Meder (später verheiratet mit Giuseppe Marinucci), geboren. Sein Vater heiratete am 20. Mai 1920 erstmals (in Zürich). Dessen erste Ehefrau, die Chemikerin Natalia „Natuschka“ Anna (* 9. Juli 1887 in Nałęczów bei Lublin, Polen, † 1. Juli 1928), geborene Zaremba, eine frühere Kommilitonin, war daher nicht die Mutter von Arnold junior. Sein leiblicher Vater soll ihn aus diesem Grund adoptiert haben. Aus der zweiten, 1934 geschlossenen Ehe seines Vaters mit Elisabeth „Lisa“ (* 1908), geborene Kind, hatte Arnold jun. einen deutlich jüngeren Halbbruder, Hans-Joachim (1935–2015).
Arnold Ernst Fanck heiratete am 15. August 1951 in Berlin-Wedding Gerda Martha Horvath (* 16. Mai 1923 in Berlin; † 5. Oktober 2014 in Lauf an der Pegnitz, Mittelfranken), geborene Bastian. Aus dieser Ehe gingen zwei Kinder hervor, Matthias (* 1951) und Katharina (* 1954). Sein Sohn, ein Grafik-Designer, ist ebenfalls als Fotograf und Filmschaffender sowie als Autor tätig.

## Schule

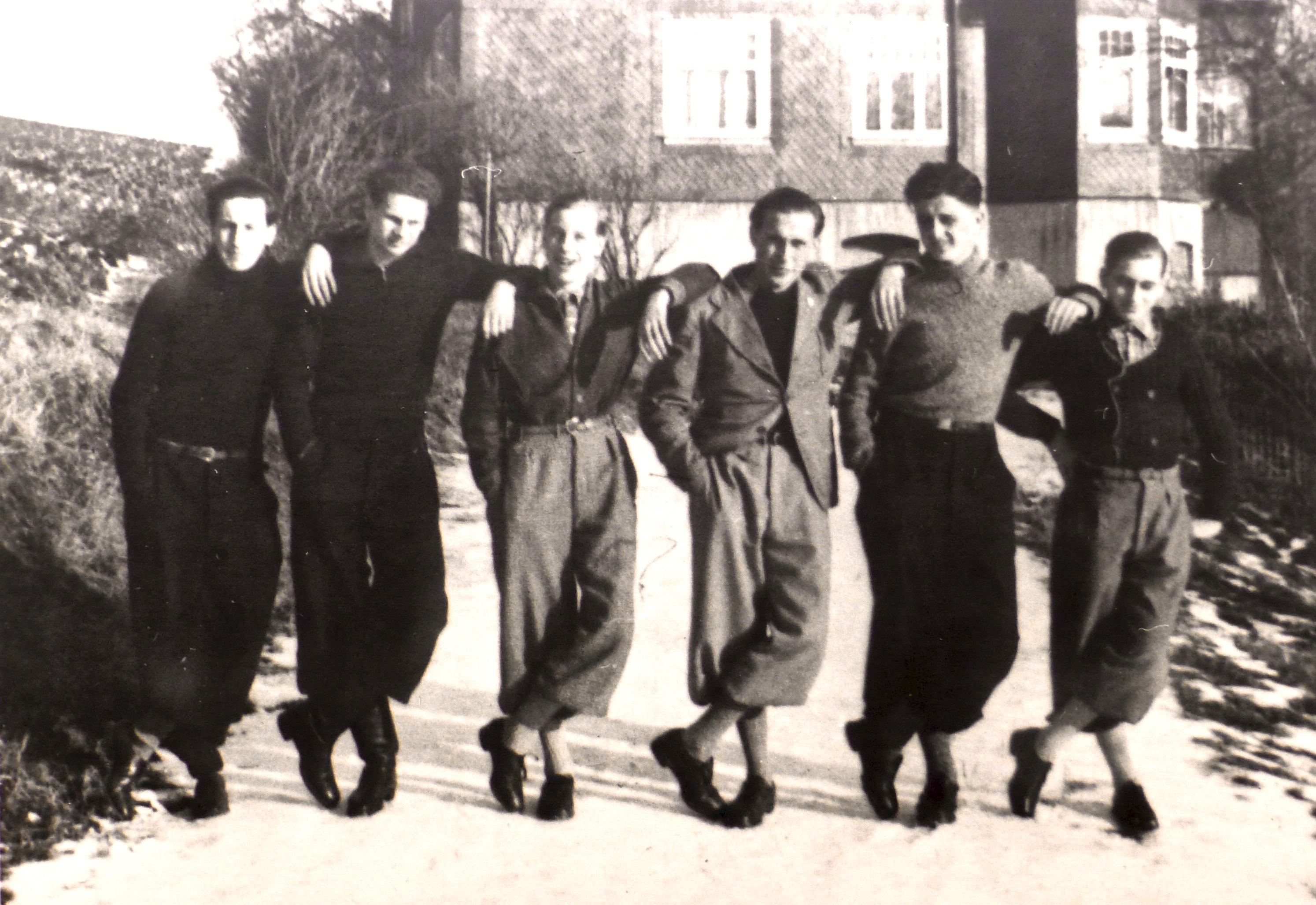
Die drei eng befreundeten Schüler Arnold Fanck junior, Werner Mehr und Max Kahn (3., 4. und 6. von links) in grauen Knickerbockers auf dem verschneiten Areal der Schulgemeinde in Wickersdorf bei Saalfeld im Thüringer Wald, um Ostern 1934

Nach dem Besuch einer Berliner Volksschule besuchte Arnold junior von 1930 bis 1938 die Freie Schulgemeinde in Wickersdorf bei Saalfeld, ein musisch orientiertes reformpädagogisches Landerziehungsheim im Thüringer Wald. Dort befreundete er sich in der Folge sehr eng mit dem gleichaltrigen, in Magdeburg geborenen Arztsohn Max Kahn (1919–1982), von Arnold junior „Maxe“ genannt, der dieses Internat von 1930 bis 1934 besuchte. Später schloss Arnold junior auch mit dem ein Jahr jüngeren Berliner Direktorensohn Werner Mehr (* 1920), der in Wickersdorf von 1934 bis 1938 zur Schule ging, eine enge Freundschaft. Werner Mehr und Arnold junior legten in der Schulgemeinde im selben Jahr ihre Reifeprüfung ab. Arnold junior traf mit seinen beiden Freunden (mindestens/spätestens) in den 1970er Jahren in Wickersdorf wieder zusammen.
Der dreizehnjährige Arnold junior beschuldigte im Spätsommer 1933 seinen Lehrer Otto Peltzer des sexuellen Missbrauchs. Dazu ist ein Protokoll der Schulleitung (unterzeichnet von Schulleiter Paul Döring und Aufsichtsratsmitglied Jaap Kool) mit der wörtlichen Aussage des Schülers erhalten, die 2009, 2015 und 2017 in identischen Auszügen veröffentlicht worden ist. Im selben Frühjahr hatte bereits der FSG-Schüler Algirdas Savickis seinen Lehrer Peltzer des sexuellen Missbrauchs beschuldigt. Für den sexuellen Missbrauch des 13-jährigen Arnold Fanck junior und 12-jähriger Knaben eines Sportvereins in Berlin wurde Peltzer 1935 rechtskräftig zu 18 Monaten Gefängnis verurteilt.
Der ehemalige FSG-Schüler Hans-Heinz Sanden (1914–2003), der von 1928 bis 1932 in Wickersdorf Internatsschüler war, ein Neffe des Kommunalpolitikers Bruno Asch und Sohn von dessen Bruder Hans, erinnerte in seiner 1990 erschienenen Autobiographie den „Eros Paidekos, dem in dieser Schule viel gehuldigt wurde“, ganz konkret sexuelle Übergriffe Peltzers und weiterer Lehrkräfte im direkten Umfeld bzw. Anhängerkreis Gustav Wynekens.

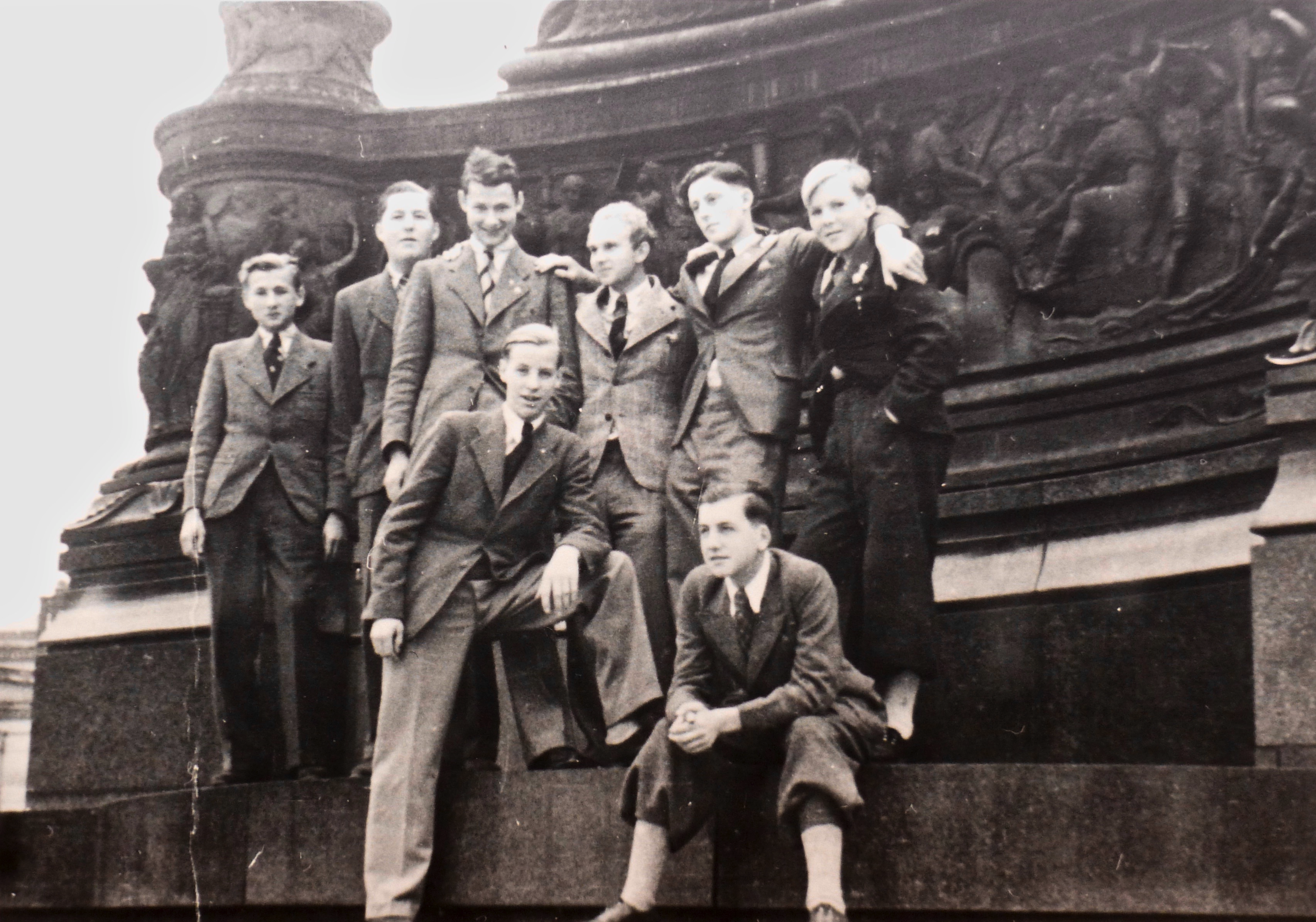
Schülergruppe der Schulgemeinde aus Wickersdorf während eines Ausflugs – Arnold Ernst Fanck vorn links, ca. 1934/35

Trotz des massiven Eingriffs dieses Lehrers in die persönliche Autonomie seines minderjährigen Schülers beschloss Arnold junior, bis zu seiner Reifeprüfung in der Schulgemeinde Wickersdorf zu bleiben. Bis ins hohe Alter erzählte er oft und stets positiv von seiner Zeit dort – „mit leuchtenden Augen“. Sehr beeindruckt hatten ihn offenbar die Veranstaltungen des Schulchors und des Schulorchesters, der Werkunterricht (Schmiede und Tischlerei) sowie die längeren Fahrten und kürzeren Ausflüge, beispielsweise in die Feengrotten.
Selbst der ehemalige Schulleiter und Spiritus rector des Darstellenden Spiels in der Freien Schulgemeinde, Martin Luserke, wurde von Arnold junior häufig erwähnt, obwohl er diesen dort gar nicht mehr selbst erlebt hat. Luserke führte schon 1924/25 einen Kollegenkreis sowie Schüler dreier FSG-Kameradschaften nach latentem Dissenz mit Wyneken in eine Sezession und gründete mit ihnen die Schule am Meer auf der Nordseeinsel Juist. Die FSG erlebte wegen Wyneken eine Reihe derartiger Sezessionen, wobei die von Luserke die mit Abstand bedeutsamste gewesen ist, denn dieser hatte die Freie Schulgemeinde und deren Atmosphäre nach Aussage verschiedener Lehrkräfte (Alfred Ehrentreich, Hans-Windekilde Jannasch) maßgeblich geprägt. Arnold junior hatte Werke Luserkes, beispielsweise Tanil und Tak (sieben indianische Legenden), zeitlebens in seinem Bücherregal.

## Wirken

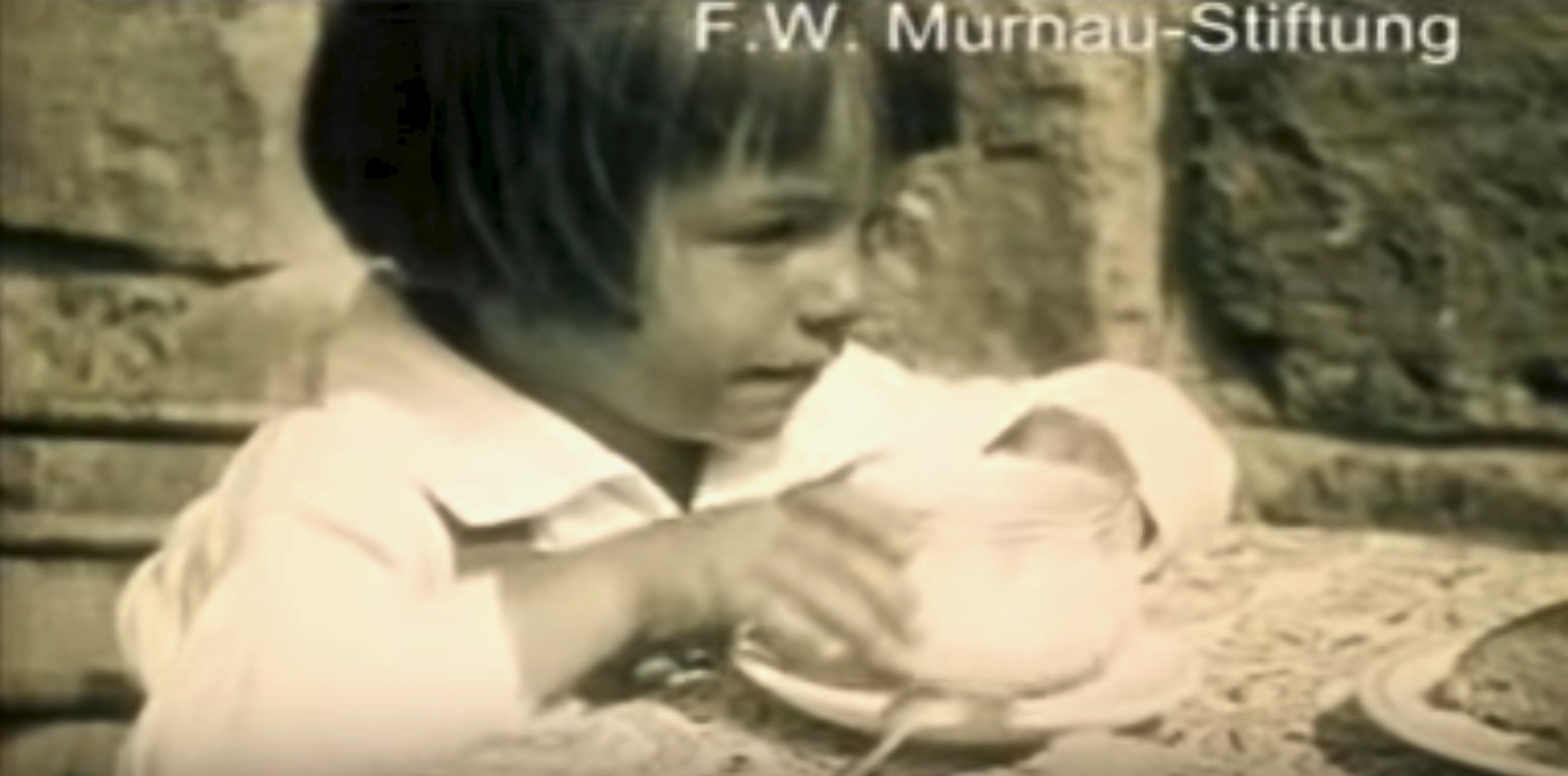
Der vierjährige Arnold jun. als Darsteller in dem Stummfilm Der Berg des Schicksals, gedreht in den Dolomiten, 1923/24

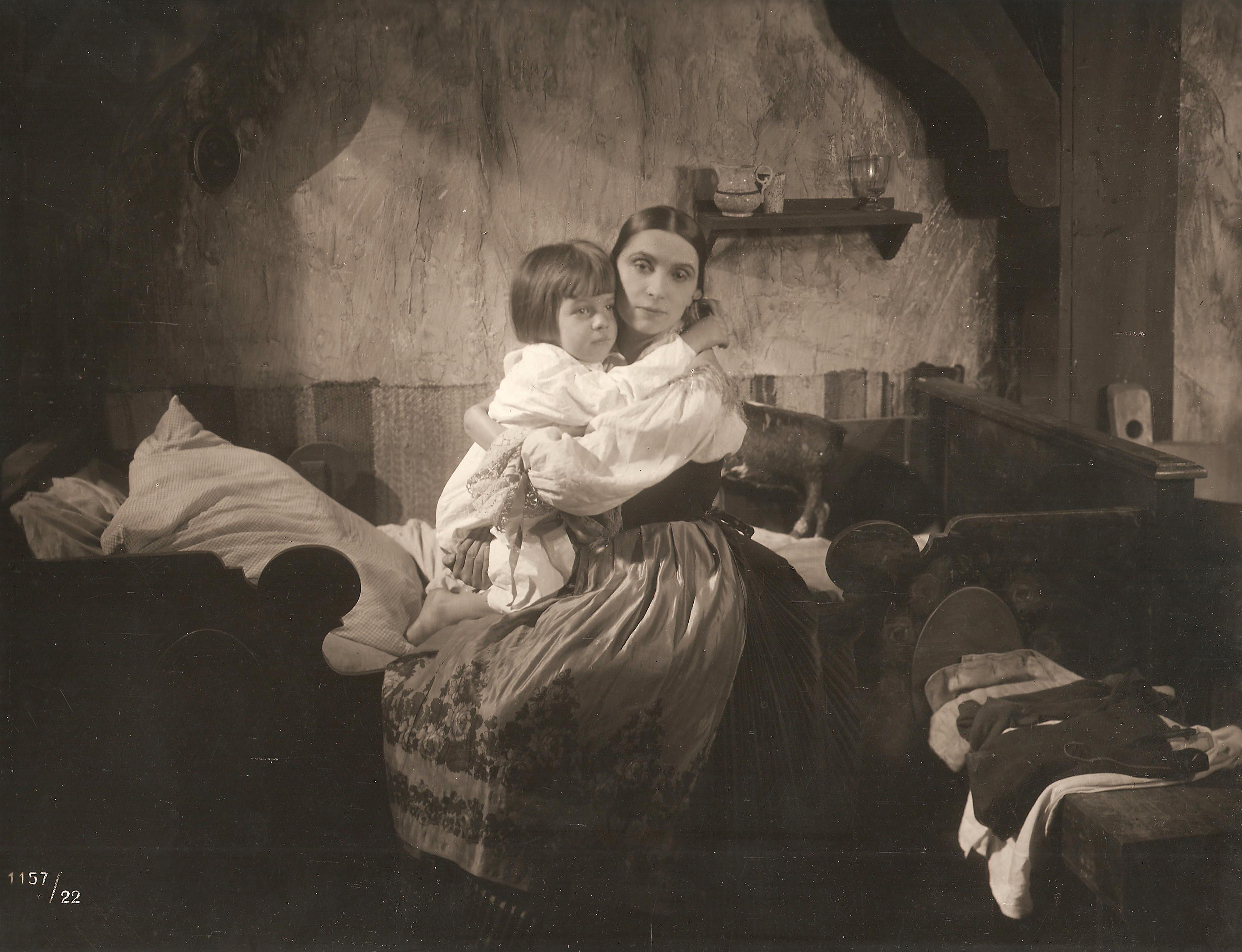
Der vierjährige Arnold jun. mit Erna Morena in dem Stummfilm Der Berg des Schicksals, 1923/24

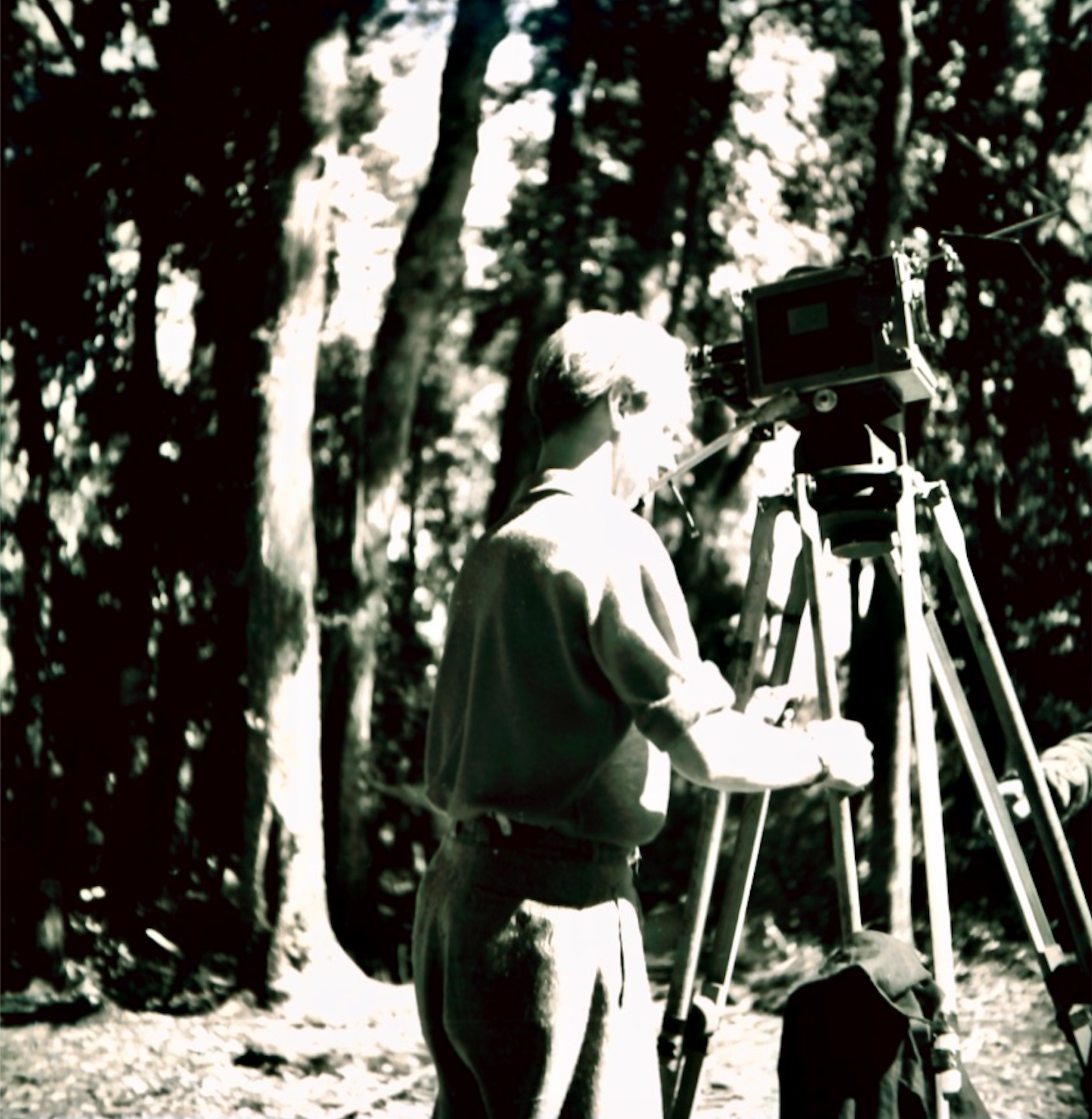
Arnold Ernst Fanck als Kameraassistent während der Dreharbeiten zu Ein Robinson – Tagebuch eines Matrosen, 1938/39

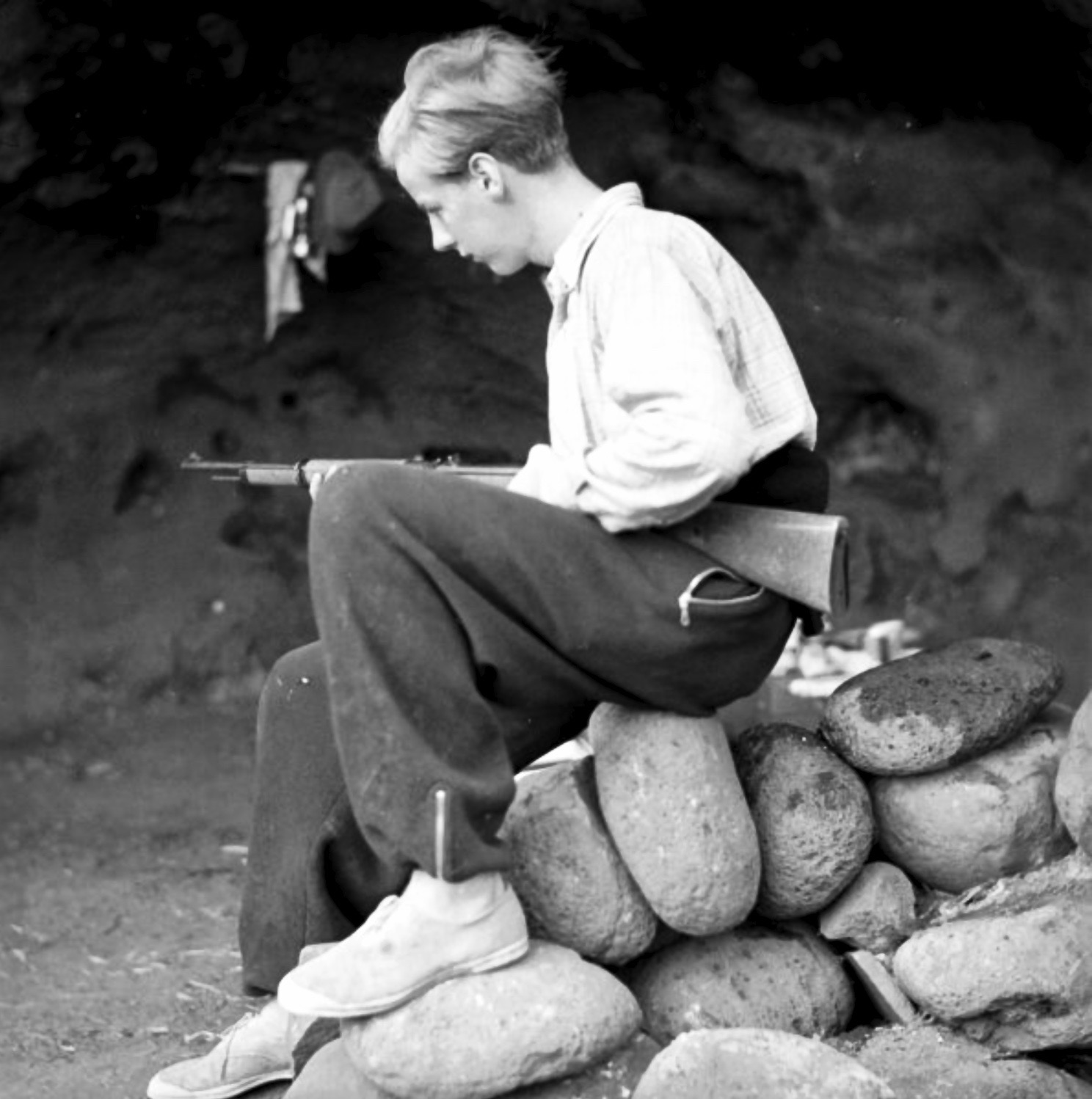
Arnold Ernst Fanck vor der Robinsonhöhle anlässlich der Dreharbeiten zu Ein Robinson – Tagebuch eines Matrosen, 1938/39

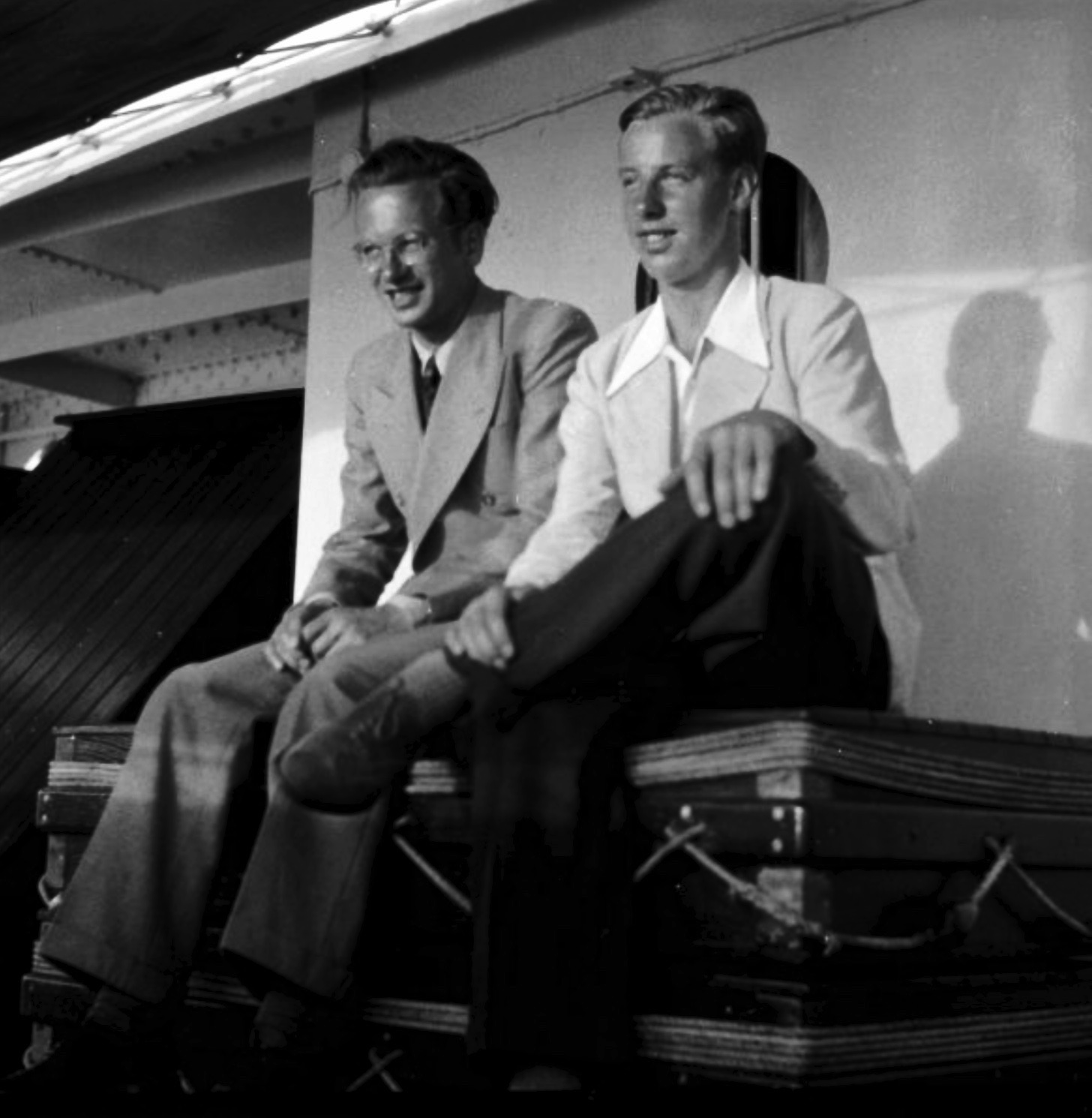
Drehbuchautor und Produzent Rolf Meyer (links) mit Arnold Ernst Fanck (rechts), auf der Rückfahrt von den Dreharbeiten zu Ein Robinson – Tagebuch eines Matrosen an Bord des Luxusliners TS Bremen, Frühjahr 1939

Bereits als Vierjähriger stand Arnold junior 1923/24 als Darsteller vor der Filmkamera, in dem Stummfilm Der Berg des Schicksals, den sein Vater in den Dolomiten für die in Freiburg im Breisgau ansässige Berg- und Sportfilm G.m.b.H. drehte. Als Kameraleute fungierten neben Arnold Fanck auch Sepp Allgeier, Eugen Hamm, Herbert Oettel und Hans Schneeberger. Arnold junior verkörperte dabei den Sohn des die Hauptrolle spielenden Bergsteigers (Hannes Schneider) und von dessen Frau (Erna Morena). Zudem war er Alter Ego des damals 31-jährigen darstellerischen Debütanten Luis Trenker, der diesen Bergsteigersohn im selben Film als jungen Erwachsenen darstellte. Arnold junior ist in mehreren Szenen zu sehen, u. a. übt er sich im Erklettern des heimischen Kamins, worauf der zeitgenössische Filmkritiker Siegfried Kracauer in der renommierten Frankfurter Zeitung verwies.
Direkt im Anschluss an seine bestandene Reifeprüfung erhielt der 18-jährige Arnold junior am 30. September 1938 die Gelegenheit, seinen berühmten Vater während seines Drehs für den Kinofilm Ein Robinson – Tagebuch eines Matrosen der Bavaria Filmkunst mit der „Bavaria-Fanck-Chile-Expedition“ nach Südamerika zu begleiten. Die Reise führte u. a. auf die Juan-Fernández-Inseln, nach Feuerland und Patagonien. Auch seine Stiefmutter Lisa und sein dreijähriger Halbbruder Hans-Joachim waren dabei, dieser als Filmdarsteller. Ein historisch belegter Stoff aus dem Jahr 1915 sollte verfilmt und mit einem fiktiven Bezug zur Gegenwart transformiert werden.
Durch seinen Vater und die Kameraleute Albert Benitz und Hans Ertl erhielt Arnold Ernst einen intensiven Einblick in die Kameraführung und Bildgestaltung. Als Kameraassistent und Fotograf durfte er an der Filmproduktion mitwirken. Sein Vater hat dazu schriftlich festgehalten: „Mein ältester Sohn Arnold, den ich auch mitgenommen hatte zur Ausbildung als Kameramann, quartierte sich zusammen mit dem Kameramann Rautenfeld in der sogenannten Robinsonhöhle ein. Das war natürlich für den Jungen ein wunderbar romantisches Erlebnis. Sicherlich hat der Ur-Robinson hier zunächst auch einmal gehaust, aber wohl nur für kurze Zeit. Sie war nur ein paar Meter tief, lag direkt am Meer, also viel zu windig für einen dauernden Aufenthalt.“
Auch Kameramann Sepp Allgeier war später im Atelier an dieser Filmproduktion beteiligt. Mit dem Kameraassistenten von Albert Benitz, Arndt von Rautenfeld, entwickelte Arnold junior eine langjährige Freundschaft.
Rund 400 der von Arnold junior angefertigten Fotos von dieser filmischen Expeditionsreise sind erhalten. Diese Aufnahmen hatte er mit zwei Kameras angefertigt, wohl einer so genannten „Tropen-Nettel“ (Contessa-Nettel-Werk, Stuttgart) für 9-x-12-cm-Bildplatten und einer 6 x 6-Box (klassisches Mittelformat). Als Kameraassistent arbeitete er am Set mit Debrie Parvo-Filmkameras.
Dem Reichsminister für Volksaufklärung und Propaganda, Joseph Goebbels, gefiel das noch ungeschnittene Filmmaterial Arnold Fancks nicht; er sah in der dargestellten Robinson-Figur einen asozialen Einzelgänger, der dem nationalsozialistischen Ideal der propagierten „Volksgemeinschaft“ entgegenstand. Bis zur Premiere in München im Juni 1940 wurde aus dem ursprünglich künstlerisch angelegten Werk vor spektakulärer Naturkulisse im Atelier und Schneideraum ein profaner Propagandafilm für die Deutsche Kriegsmarine.
Das Zeitgeschehen beeinflusste die angestrebte berufliche Laufbahn von Arnold Ernst Fanck negativ. 1939 wurde er zur Luftwaffe der Wehrmacht eingezogen und zum Luftverteidigungskommando 9 beordert. Er war 1940 während des Westfeldzuges im Luftgau Belgien-Nordfrankreich und danach im Luftgau Westfrankreich zur Luftraumverteidigung an der Flak eingesetzt. Ab Januar 1942 musste er mit seiner Einheit, die im September 1941 in 9. Flak-Division (mot.) umbenannt worden war, am Russlandfeldzug teilnehmen. Dadurch war er im Mai 1942 an der Schlacht bei Charkow in der Ukraine beteiligt, während der sich seine Einheit, die der 2. Armee und der 6. Armee zugeteilt war, auszeichnete und im Wehrmachtsbericht Erwähnung fand. Im Sommer 1942 war seine Einheit an der deutschen Sommeroffensive (Fall Blau) beteiligt und kooperierte dabei mit der 6. Armee und der 4. Panzerarmee. Während der Schlacht von Stalingrad verlor er schließlich 23-jährig ein Bein. Der Schwerverwundete wurde nacheinander in mehrere Feldlazarette transportiert, eine Tortur, die er nur knapp überlebt hat.
Der Fotografie blieb er zeitlebens eng verbunden. In der unmittelbaren Nachkriegszeit arbeitete er zunächst als freier Fotograf in Berlin. Später war er in Bendestorf südlich von Hamburg für die Produktionsfirma Junge Film-Union von Rolf Meyer tätig, den er 1938 während der „Bavaria-Fanck-Chile-Expedition“ kennengelernt und sich wohl mit ihm befreundet hatte. Ab etwa 1954 arbeitete er mit seinen Partnern, dem Schwarzwälder Regisseur und Kameramann Fritz Aly (Ewiges Südtirol) und dem Reporter und Fotografen Leif Geiges in Freiburg im Breisgau. Ab etwa 1959/60 bis zu seiner Pensionierung war Arnold junior Werksfotograf bei einem Unternehmen, das sich auf die Herstellung von Industriekeramik spezialisiert hatte. Er arbeitete in deren Zweigwerk im mittelfränkischen Lauf an der Pegnitz. Die Steatit Magnesia AG (STEMAG) wurde während seiner Tätigkeit von Rosenthal übernommen und firmierte dadurch ab 1971 als Rosenthal Stemag Technische Keramik GmbH, ab 1974 als Rosenthal Technik AG.
1964 sind eine Reihe seiner Fotografien von Kristallen und Mineralen in einem Buch publiziert worden, das 1978 eine Neuauflage erfuhr. Als Hobby sammelte Arnold Ernst Fanck über Jahrzehnte attraktiv erscheinende Steine. Diese Sammlung ist bis heute erhalten.
Im Jahr 1989 wirkte er neben Leni Riefenstahl und Luis Trenker an der Filmproduktion Wer war Arnold Fanck? des Norddeutschen Rundfunks mit.
Er verstarb 74-jährig und wurde wie seine Ehefrau auf dem Friedhof in Lauf an der Pegnitz beigesetzt.

## Veröffentlichungen
- mit Rudolf Metz: Antlitz edler Steine. Mineralien – Kristalle. Chr. Belser Verlag, Stuttgart 1964 und 1978

## Videos
Bei YouTube finden sich zwei kurze Filmausschnitte, in denen Arnold Ernst Fanck wiederholt zu sehen ist; in den Credits des Vorspanns wird er als „Sein [des Bergsteigers] Sohn als Kind ... Arnold Fanck jun.“ bezeichnet.
- 1. Ausschnitt (inkl. Vorspann + Credits) aus: Der Berg des Schicksals, 7:52 Min.
- 2. Ausschnitt aus: Der Berg des Schicksals, 8:37 Min.

Ein Video von 1996 weist Arnold Fanck jun. in den Credits aus:
- In Eis und Schnee – Arnold Fanck, Deutschland 1996, mit Arnold Fanck, Arnold Fanck jun., Sepp Allgeier, Leni Riefenstahl, Luis Trenker, Enno Patalas[39]